# Pujol: els secrets d'Andorra
Pujol: els secrets d'Andorra és un reportatge de Genís Cormand i Xavier Bonet sobre el Cas Pujol. El reportatge produït per Carles Fernández i muntat per Txus Navarro tracta d'explicar com del 1980 al 2014 (és a dir durant 34 anys), Jordi Pujol, va tenir diners de la família a Andorra, i els va mantenir en secret nomenant dos gestors perquè se'n fessin càrrec. Però l'any 2014 la família Pujol Ferrussola havia fet un moviment de 3,4 milions d'euros entre dos bancs d'Andorra i el cas saltà a la llum pública iniciant els rumors de si aquells diners eren d'una deixa de l'avi Florenci o provenien de casos de corrupció.
El reportatge seria un "spin off" d'un altre treball televisiu de Genís Cormand i Xavier Bonet anomenat "Operació Catalunya" sobre l'operació homònima, del qual ja se'n va encarregar el mateix equip de periodistes. Eduard Sanjuan, que va ser director de "30 minuts" entre el 2008 i el 2017, hauria explicat que ja en el moment que es va fer pública la informació sobre un moviment bancari que la família Pujol va fer en un banc d'Andorra amb diners no declarats i, sobretot, després que el mateix Jordi Pujol en va fer una declaració pública per explicar-se el 25 de juliol del 2014, ja es van proposar rodar un reportatge sobre el cas. Però el problema que es trobaren en aquell moment i en intents posteriors és que gairebé ningú en volia parlar, que hi havia més soroll que informació i que l'únic reportatge possible era un resum del que des dels mateixos programes informatius de TV3 i la resta de mitjans anirien desgranant sobre el tema. Així es decidí que es deixaria l'elaboració del reportatge per a partir del dia que el jutge que porta el cas, José de la Mata, tanqués la investigació que va començar el 2014. Al final això no passaria fins al 16 de juliol de 2020, quan el jutge va fer pública la resolució de 509 pàgines sobre el cas.
El reportatge obtingué la nit de l'11 d'abril de 2021 un 23,0% de quota d'audiència amb 581.000 espectadors, convertint-se en l'espai no informatiu més vist del dia. També s'ha emès per À Punt.

## Argument
El reportatge amb una durada de 53 minuts s'emeté el diumenge 11 d'abril de 2021 per TV3 a l'espai 30 minuts, i en ell es reconstruïa el cas judicial de la família Pujol, passant per la defensa, les acusacions, la mateixa família Pujol i diversos periodistes que havien investigat el cas i que exposarien el seu punt de cista, reconstruint el trencaclosques, i explicant les diverses versions i plantejant els interrogants oberts.
Entre les preguntes plantejades estarien si la família Pujol Ferrussola es podria considerar una organització criminal com assenyalava el jutge; si els diners d'Andorra provenien d'una deixa de l'avi Florenci Pujol com defensava la família Pujol Ferrussola; si aquests diners provenien de la corrupció i el tràfic d'influències com asseguraven les acusacions; quins eren els casos de possible corrupció que buscaven les investigacions judicials; quin paper va tenir la "policia patriòtica" i l'"operació Catalunya" en el cas Pujol; i si es van pressionar banquers andorrans per obtenir informació dels líders del procés i el nacionalisme català. Tot, al llarg dels vuit anys d'instrucció judicial, encara inconclusa amb data del reportatge, amb tràmits pendents però que ja estava a punt d'entrar a la recta final.

## Repartiment
| Nom i cognoms          | En representació                                                                            |
| ---------------------- | ------------------------------------------------------------------------------------------- |
| Maiol Roger Homs       | Autor del llibre "Jordi Pujol, la gran família"                                             |
| Francesc-Marc Álvaro   | Autor del llibre "Ara Sí Que Toca" sobre el pujolisme, el procés sobiranista i el cas Pujol |
| Manel Pérez            | Subdirector economia La Vanguardia                                                          |
| Antón Costas           | Catedràtic i expresident Cercle d'Economia                                                  |
| Josep Pujol Ferrussola | Fill de l'expresident Jordi Pujol                                                           |
| Jaume Asens            | Acusació Popular Podem                                                                      |
| José María Mena        | Fiscal Cas Banca Catalana                                                                   |
| Zeta Figa              | Plataforma Alternativa Abocador Cruïlles                                                    |
| Montse Tena            | Plataforma Alternativa Abocador Cruïlles                                                    |
| Benet Salellas         | Advocat Plataforma Alternativa Abocador Cruïlles                                            |
| Joan Pau Miquel        | Exconseller Delegat Banca Privada d’Andorra                                                 |
| Jaime García-Legaz     | Exsecretari d'Estat de Comerç 2011-2016                                                     |